# Pan Am Railways

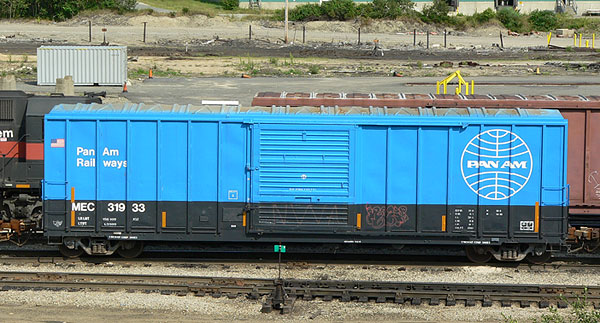
Gedeckter Güterwagen der Pan Am Railways

Pan Am Railways (PAR) war ein im Nordosten der Vereinigten Staaten im Güterverkehr tätiges Class 2-Eisenbahnunternehmen. Die Gesellschaft mit Sitz in Billerica (Massachusetts) ist seit Juni 2022 Eigentum der CSX Transportation. Bis Ende März 2006 firmierte das Unternehmen unter dem Namen Guilford Rail System. 
Das Streckennetz umfasst rund 2600 km in Massachusetts, Connecticut, Maine, New Hampshire, New York und Vermont.

## Geschichte
Timothy Mellon und David Andrew Fink aus Guilford (Connecticut) gründeten 1977 das Unternehmen Guilford Transportation Industries. 1981 erfolgte der Einstieg ins Eisenbahngeschäft mit dem Kauf der Maine Central Railroad (MEC) und deren Tochter Portland Terminal. Im Juni 1983 wurde das Netz um die Boston and Maine Railroad (B&M) mit der Tochter Springfield Terminal (ST) erweitert. Die Eisenbahnaktivitäten wurden ab diesem Zeitpunkt unter dem Namen ST Rail System gebündelt. Mellon, der aus seinem Vermögen und über die Mellon National Bank die Finanzierung beigestellt hatte, wurde Präsident der Holding; Fink übernahm die operative Geschäftsführung der Firmengruppe.
Eine weitere Expansion erfolgte 1984, als die Gesellschaft von der Norfolk and Western Railway die Delaware and Hudson Railway (D&H) erwarb. Ende der 1980er Jahre führten Arbeitskämpfe zu einer Veränderung der Gesellschaftsstruktur um notwendige Einsparungen trotzdem durchführen zu können. So wurden die Maine Central und die B&M an die Springfield Terminal vermietet.  Ein Versuch mit der Delaware & Hudson genauso zu verfahren misslang. Daraufhin wurde die D&H 1988 in den Konkurs geführt und 1991 an die Canadian Pacific Railway verkauft. Das verbliebene Netzwerk wurde ab 1995 unter dem Namen Guilford Rail System vermarktet.
1998 erwarb Guilford Namen, Farbe und Logo der früheren Fluggesellschaft Pan Am und nutzte diese für eine eigene Fluggesellschaft. 2005 begann man Güterwagen der Gesellschaft in PanAm-Farben und mit dem Logo zu lackieren. Im März 2006 erfolgte die Umbenennung von Guilford Transportation Industries in Pan Am Systems und der Bahntochter in Pan Am Railways. Im selben Jahr wurde David Armstrong Fink, der Sohn von David Andrew Fink, Geschäftsführer (president) der Firmengruppe.
Im Frühjahr 2009 wurde die Pan Am Southern als gemeinsame Tochtergesellschaft der Pan Am Railways und der Norfolk Southern gegründet, um Synergien im Schienengüterverkehr zwischen dem Großraum Boston und Albany zu erzielen. Dazu wurden die Pan-Am-Strecken in diesem Korridor auf das neue Unternehmen übertragen, während Norfolk Southern Kapital beisteuerte.
Im Juni 2020 wurde bekannt, dass der Mehrheitseigentümer Timothy Mellon und die übrigen Anteilseigner die Bank of Montreal (BMO) mit der Suche nach einem Käufer für Pan Am Railways beauftragt haben. Am 30. November 2020 wurde der Erwerb der Bahngesellschaft durch die CSX Transportation bekanntgegeben. Dem Kauf widersprach die konkurrierende Norfolk Southern, die Aufsichtsbehörde Surface Transportation Board erteilte aber am 14. April 2022 ihre Zustimmung. Am 1. Juni 2022 meldete CSX, die Übernahme vollzogen zu haben.